# Massif du Balé

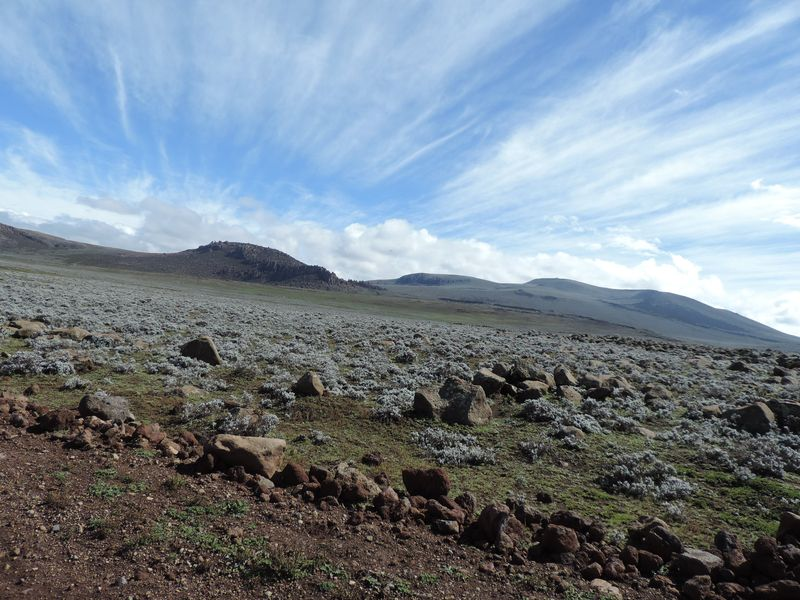
Vue du plateau Sanetti, qui « coiffe » le massif.

Le massif du Balé (ou  Bale, parfois désigné sous le nom de massif d'Urgoma), dans la région d'Oromia au sud-est de l'Éthiopie, au sud de la rivière Awash, est une composante des plateaux d'Éthiopie. Il comprend le mont Tullu Dimtu (4 377 mètres) et le mont Batu (4 307 mètres). La rivière Weyib, un affluent de la Jubba, prend sa source dans le massif, à l'est de Goba. Le parc national du Mont Bale couvre 2 200 km2 de ce massif. La principale attraction touristique du parc est son plateau d'afromontane, le plateau Sanetti, destiné à l'observation d'oiseaux et de mammifères.

## Faune
Le massif du Balé abrite plusieurs des espèces endémiques de l'Éthiopie, notamment le loup d'Abyssinie et sa proie préférentielle, le rat-taupe géant Tachyoryctes macrocephalus, qu'on trouve sur le plateau Sanetti. Le massif abrite aussi la forêt d'Harenna, au sud, largement inexplorée mais susceptible d'abriter des espèces non encore découvertes de lions, reptiles, antilopes…
On y trouve d'autres grands mammifères caractéristiques, tels le Nyala de montagne, le Guib harnaché de Menelik, le Phacochère et le Cobe des roseaux.

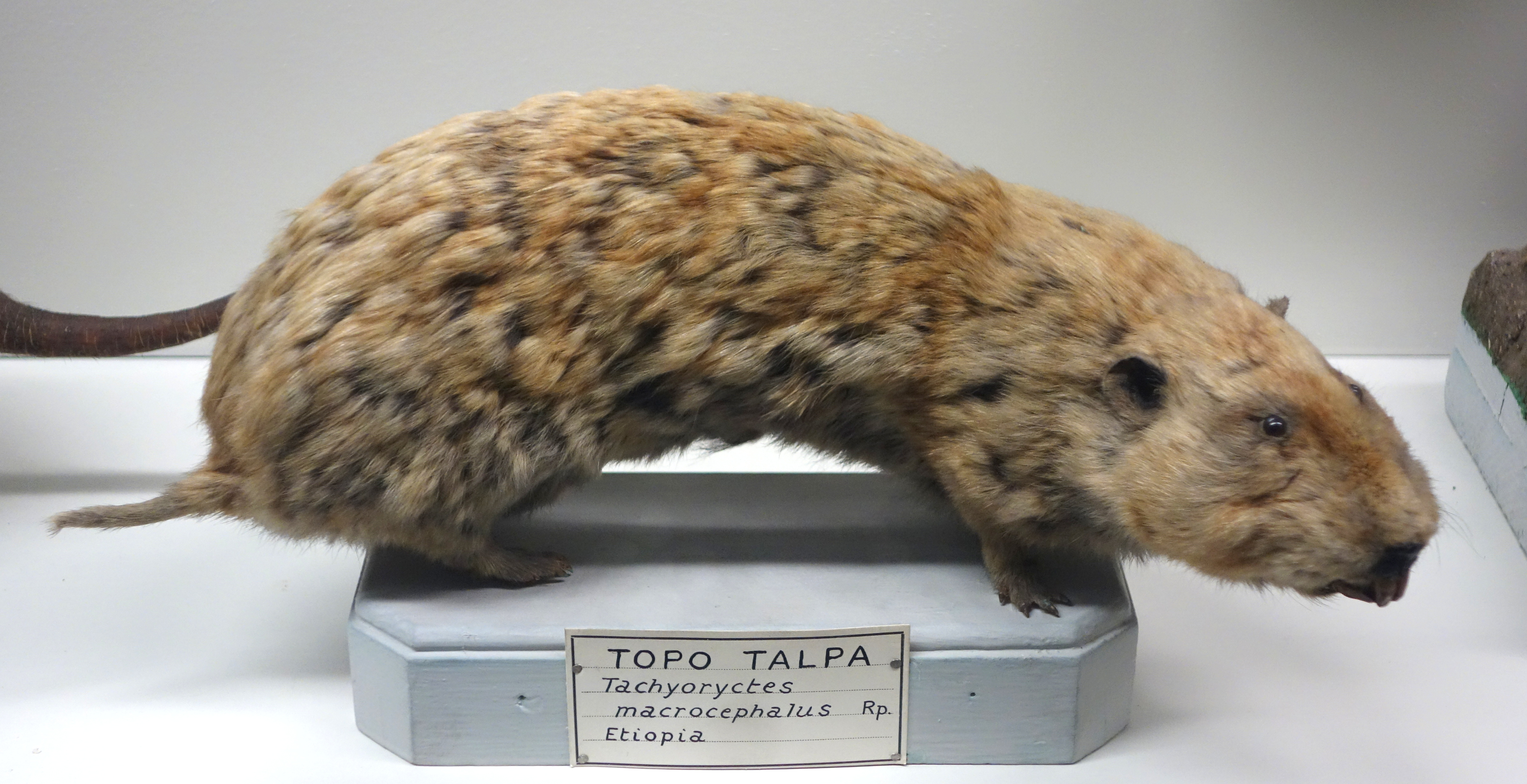
Rat-taupe géant (Tachyoryctes macrocephalus).
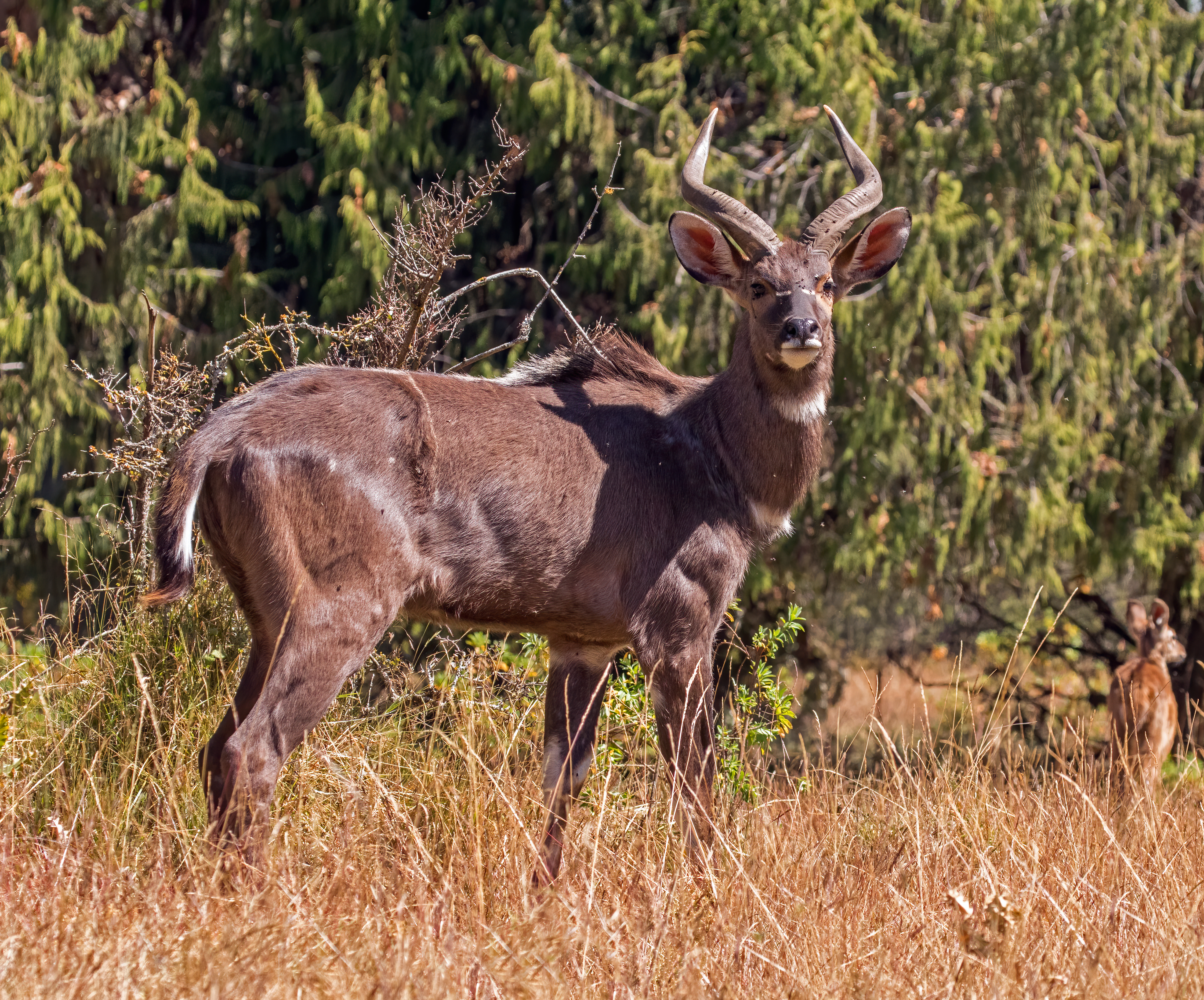
Nyala de montagne.
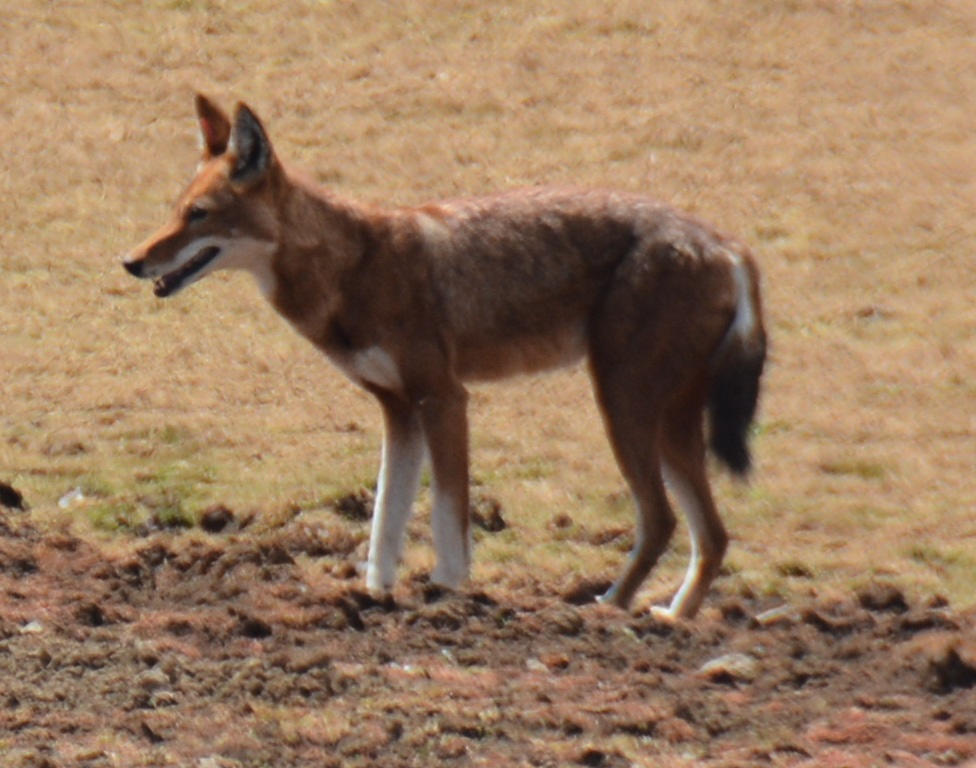
Loup d'Abyssinie.

## Flore
Les forêts de Genévriers-Hagenia se situent entre 2 500 et 3 000 mètres d'altitude, essentiellement sur les pentes au nord du massif. Dans la région de Dinsho, on trouve Otostegia integrifolia, une Lamiaceae endémique à floraison blanche. L'étage des landes afroalpine du plateau Sanetti abrite une végétation de bruyères et des lobelias géantes pouvant atteindre six mètres de haut. Une plante caractéristique est Kniphofia uvaria aux fleurs orange en forme de lance,.

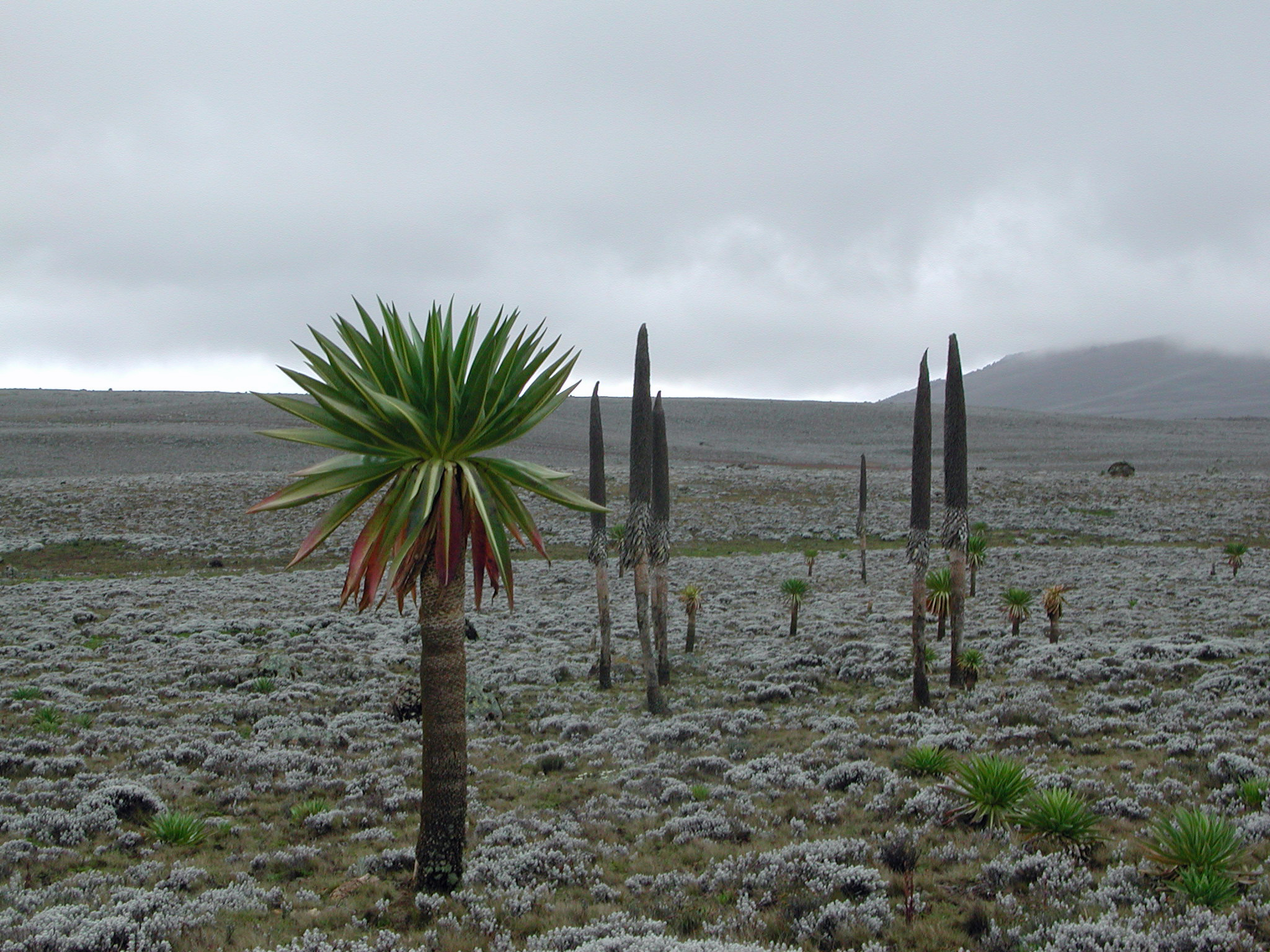
Lobelia géante.
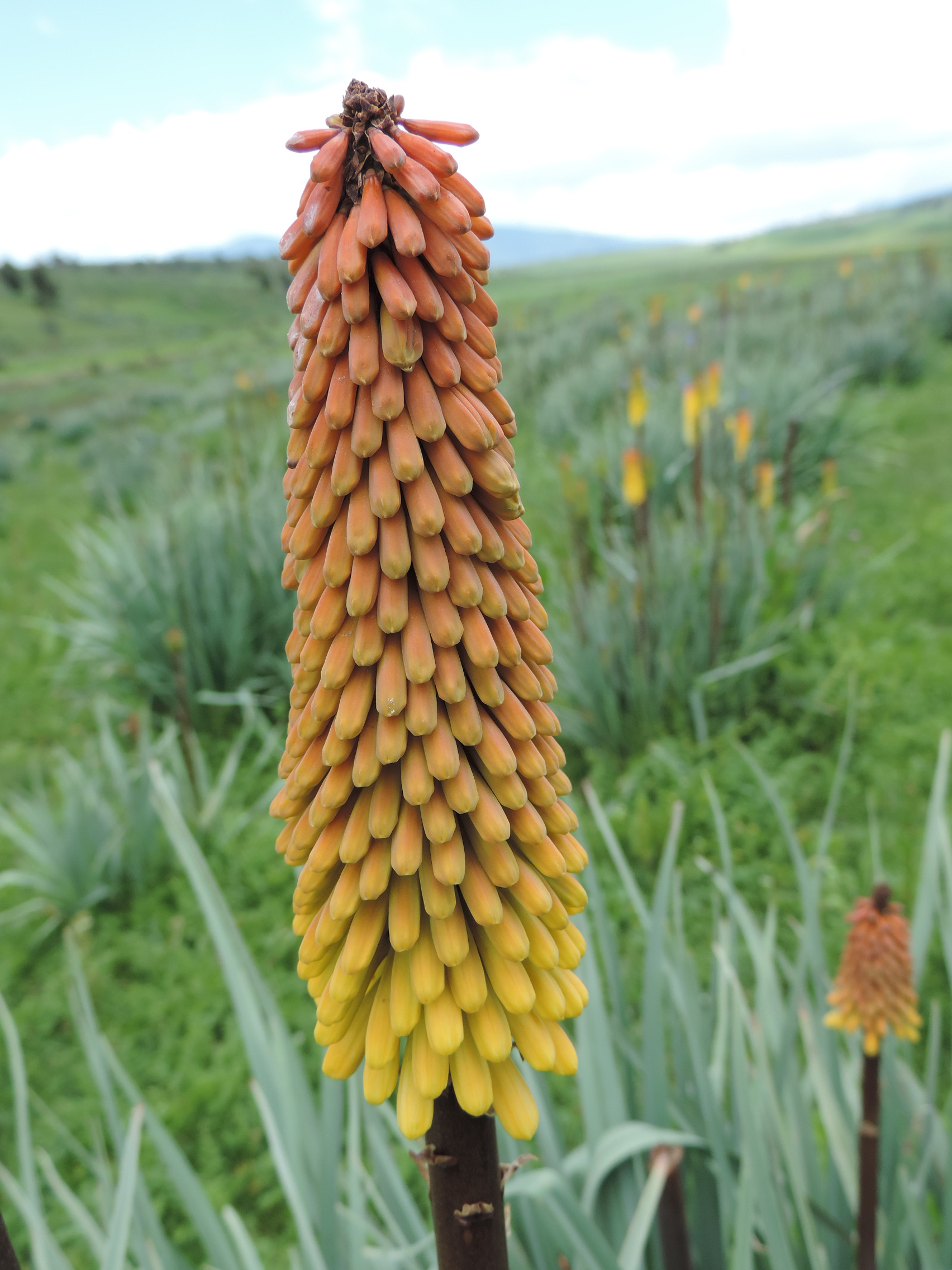
Kniphofia uvaria.

## Géologie

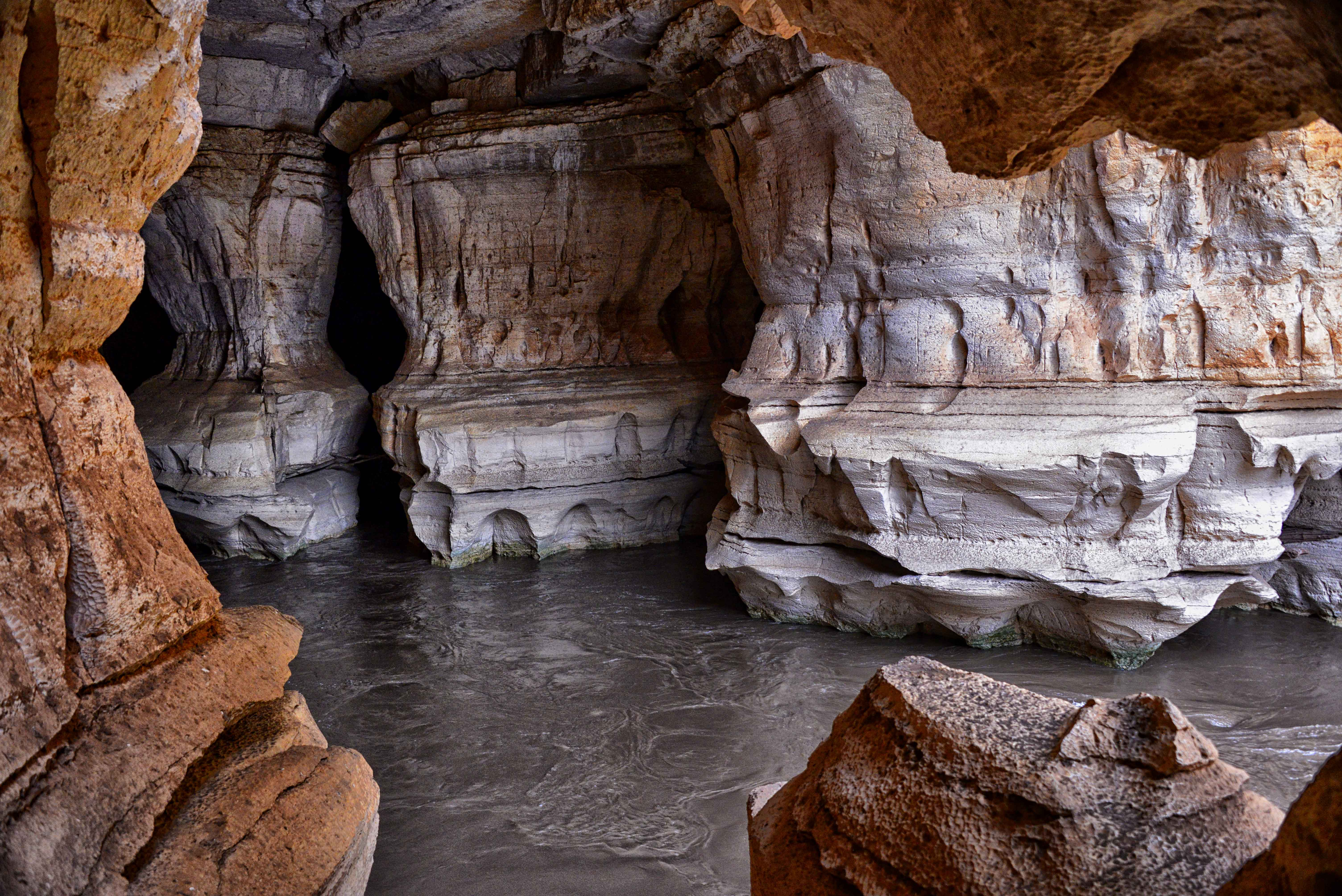
Rivière souterraine, grottes de Sof Omar.

Le massif abrite l'un des plus grands réseaux hydro-spéléologiques d'Afrique, le complexe karstique des grottes de Sof Omar, qui s'étend sur quinze kilomètres. Sof Omar correspond à la partie souterraine de la rivière Weyib. Son nom provient du cheikh éponyme qui y aurait trouvé refuge au XIe siècle,,.

## Découvertes archéologiques
Une publication de 2019 révèle qu'un abri sous roche, habité de 47 000 à 31 000 ans BP, et recelant des outils caractéristiques du Middle Stone Age, a été découvert sur le site de Fincha Habera dans le massif du Balé à 3 300 mètres d'altitude. L'article paru dans le journal Science indique que des milliers d'os d'animaux, dont ceux de rats-taupes géants Tachyoryctes macrocephalus, des centaines d'outils en pierre notamment en obsidienne, et plusieurs emplacements où se faisait du feu ont été mis au jour,,,,,,.